# 토르데시야스 조약

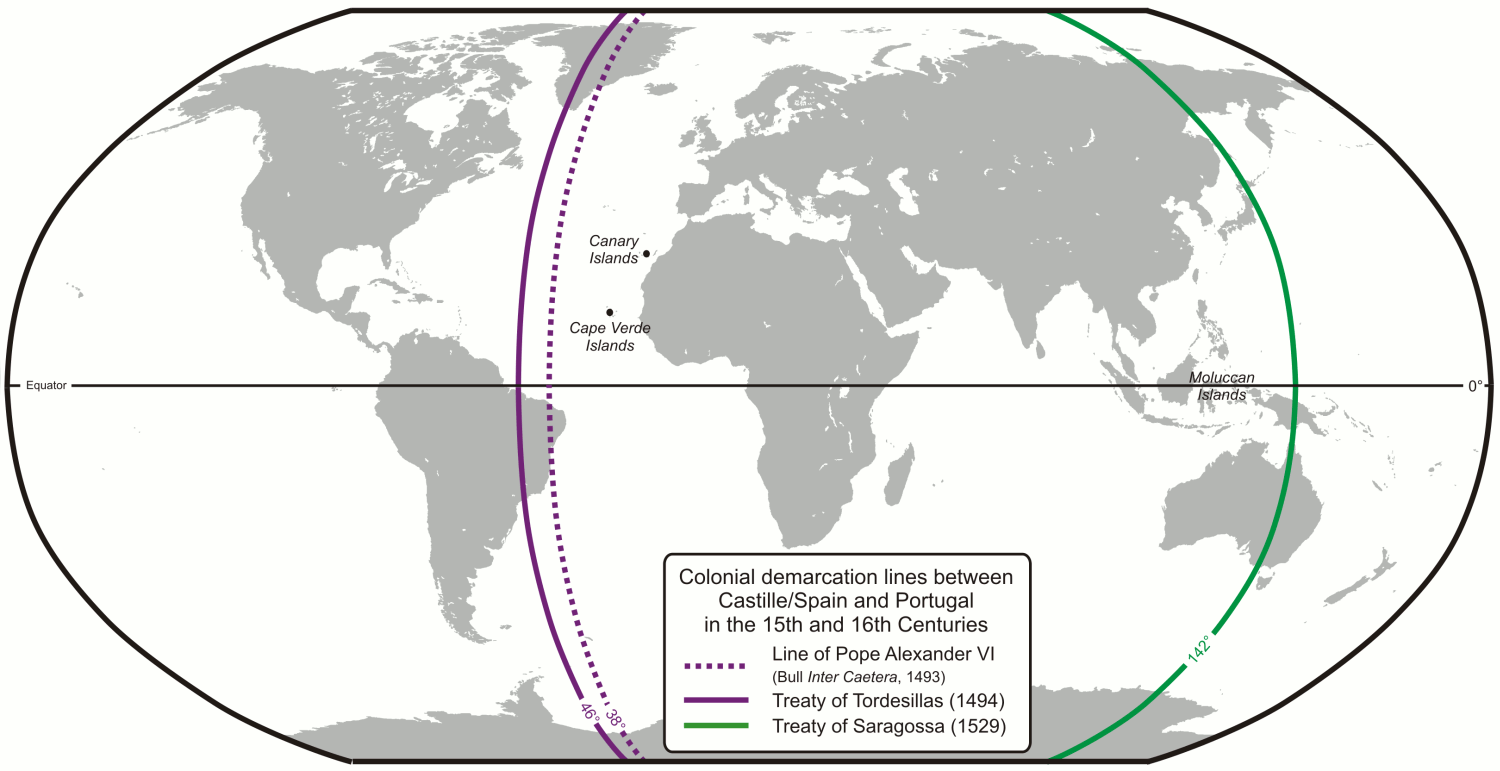
보라색 점선은 교황 알렉산데르 6세가 1493년에 지정한 경계선이고, 보라색 실선이 1494년에 수정된 경계선으로 토르데시야스 조약으로 맺어진 선이다. 태평양에 그려진 녹색선은 1529년에 태평양의 경계를 정한 선이다

토르데시야스 조약(스페인어: Tratado de Tordesillas, 포르투갈어: Tratado de Tordesilhas)은 스페인과 포르투갈간의 유럽 대륙외 지역에 대한 영토 분쟁을 해결하기 위해 1494년 6월 7일 스페인의 토르데시야스에서 맺은 조약이다. 대서양 및 태평양 상에 새로운 분계선을 정한 기하학적 영토 분할 조약이며, 영토 분쟁을 평화롭게 마무리 지은 몇 안 되는 사례 중 하나다.
경계선은 카보베르데섬 서쪽 서경 46도 지점을 기준으로 남북 방향으로 그린 일직선이다. 카보 베르데스 제도에서 370레구아 떨어진 곳에서 그은 선을 기준으로하여 동쪽으로는 모두 포르투갈이, 서쪽 지역은 스페인이 차지하기로 하였다. 포르투갈은 이 조약으로 인해 인도산 후추를 독점할 수 있게 됐다는 점에서 유리하였다. 또한 오늘날 남미 대륙에서 브라질만이 유일하게 포르투갈어를 공용어로 사용하게 된 것도 이 조약으로 인한 것이다.
이 조약을 체결하게 된 직접적인 원인은 콜럼버스가 1492년에 서회항로 개척을 위해 항해를 하면서 지난 1479년에 스페인과 포르투갈 사이에 체결한 알카소바스 조약을 위반했기 때문이다. 카스티야 왕위계승전을 종결지은 알카소바스 조약을 살펴보면, 스페인 선박은 북위 26도 이남 지역의 바다를 항해할 수 없으며 이 지역에서 새로 발견되는 모든 땅의 지배나 소유권은 포르투갈에 있다고 명시되어 있었다. 콜럼버스는 항해중에 이 조약을 위반했을뿐만 아니라 그가 발견한 섬들의 위치가 북위 26도 이남 지역에 있었다. 포르투갈 왕 주앙 2세가 스페인에 강력히 항의하면서 영토분쟁이 벌어지게 되었다. 교황이 중재안을 제시했으나 스페인 출신 교황은 자신의 조국인 스페인에게 매우 유리하고 편파적인 중재안을 제시하였기에 주앙 2세가 불복하였다. 이에 양국은 직접 협상을 진행하여 새로운 조약을 체결하게 되었다.

## 역사

콜럼버스의 항해경로

1493년 3월, 콜럼버스가 1차 항해를 마치고 귀국한 후 스페인과 포르투갈 사이에 영토분쟁이 발생하였다. 스페인으로부터 지원받은 콜럼버스가 항해를 통해 몇몇 개의 새로운 섬들을 발견하고 귀국했는데, 그 섬들은 1479년에 양국간에 체결된 알카소바스 조약에 따르면 포르투갈의 영토에 속하기 때문이었다. 양국은 분쟁을 해결하고자 교황 알렉산데르 6세에게 중재를 요청하였다. 교황 알렉산데르 6세는 문제를 해결하기 위해 중재안을 담은 칙령(Inter Caetera)을 1493년 5월4일에 발표했고 곧 연이어 이와 관련된 칙령을 추가로 발표했다. 칙령들의 주요 내용은 아조레스 제도에서 서쪽으로 100레구아(서경 38도) 떨어진 지점과 카보베르데 제도 서쪽으로 100 레구아(서경 31도) 떨어진 지점을 경계로으로 하여 서쪽은 스페인, 동쪽은 포르투갈의 영토로 한다는 것이었다.
포르투갈의 국왕 주앙 2세는 칙령이 포르투갈에게 너무 불리하였기에 교황의 중재안에 불복하였다. 양국은 로마 교황청과 무관하게 단독으로 약 1년여의 협상 과정을 거쳐 새로운 토르데시야스 조약을 체결하였다. 교황의 칙령과 달라진 점은 서경 38도 지점에 그려졌던 경계선을 서쪽으로 이동하여 대략 서경 46도 지점을 기준으로 하였다. 이 조약은 교황 율리오 2세의 재위시절인 1506년이 되어서야 교황청으로부터 공식 승인을 받았다. 또한 이 조약은 19세기에 유럽 열강이 아프리카 대륙을 민족 구성, 자연환경, 문화적 요소 등을 무시하고 직선으로 경계선을 설정하게 되는 선례가 되었다.
세력권은 분할되었지만, 두 나라의 정책은 180도로 판이하게 달랐다. 스페인은 남아메리카와 지금의 캘리포니아, 텍사스, 플로리다 등 직접 식민지 지배 체제를 굳혔지만, 포르투갈은 직접 식민 지배를 하지 않고 고아 주나 마카오처럼 항구 도시를 건설하여 무역 거점으로 삼는 방식을 채택했다(브라질은 예외).
이 조약이 체결된 1494년 시점에서는 아직 종교 개혁이 시작되지 않아 교황의 절대적 영향력이 막강했고, 스페인과 포르투갈 두 나라를 제외한 나머지 유럽 국가들은 해외 진출을 할 수 있는 역량이 되지 못했거나(영국, 프랑스) 스페인의 식민지 상태(네덜란드)였고, 여전히 지중해 무역에 집중하는(베네치아 공화국같은 이탈리아의 도시 국가들) 등으로 인해 두 나라는 방해받지 않고 독점을 누렸다. 그러나 16세기에 접어들면서 교황의 영향력이 약해지고 영국, 프랑스, 네덜란드 등이 거세게 해상 무역에 도전하면서 이 조약은 유명무실해졌다.

## 사라고사 조약
마젤란 함대를 계승한 후안 세바스티안 엘카노가 세계 일주 항해를 마치고, 1522년 9월에 스페인으로 귀환하면서 새로운 의문이 생겼다. 지도에 남북으로 선을 그어 스페인과 포르투갈의 경계를 정했지만, 지구가 둥글다는 것이 실제 항해로 증명된 후에는 이 경계선이 불완전한 것이 되고 말았다. 이로 인해 지구 반대편의 경계선에 대해 양국간에 분쟁이 발생하였다.
특히, 동남아의 말루쿠 제도의 귀속을 둘러싸고 양국간에 치열한 다툼이 벌어졌다. 말루쿠 제도는 당시의 귀중품이었던 향신료의 일대 산지였기 때문이다. 또한, 이 시대의 ‘말루쿠 제도’라고 하는 것은 현대에서 말하는 마크 제도, 부루섬과 스람섬(세람섬)을 가리키고 있었다. 또한 말루쿠 해를 둘러싼 섬도 "말루쿠 제도"로 분류되어 향신료 산지로 유명했다.
물리적인 충돌도 있었으나 양국은 원만히 해결하고자 했다. 1525년에 포르투갈 주앙 3세와 스페인 카를로스 1세의 막내 여동생 카타리나와 결혼을 하였고, 1526년에 카를로스 1세는 주앙 3세의 누이 이사벨과 혼인을 하면서 화해 분위기가 조성되었다. 스페인은 외교적 문제와 말루쿠 제도에 파견에 드는 비용과 관리의 어려움 등이 있었다. 당시 스페인은 남미 대륙에 대한 탐험과 정복전과 이탈리아와 오스트리아 등에서 전쟁으로 많은 군비가 필요하기도 했다. 양국은 협상을 통해 1529년 4월 22일에 사라고사 조약을 체결하였다.
사라고사 조약은 말루쿠 제도의 동쪽 297.5 리그를 통과하는 자오선을 두 번째 경계로 했다. 이 위치적으로는 부루섬의 동쪽 1425km, 동경 144도 30 분 거리에 위치해 있다. 이 자오선은 뉴기니섬 중앙부를 통과한다. 포르투갈은 이 조약을 통해 말루쿠 제도에 대한 독점적 지위를 인정받는 대신 스페인에게 35만 듀카트를 배상금으로 지급하였다. 이에 따라 포르투갈의 마카오의 권익이 승인되었다. 스페인은 호주 전역에 대한 우선권을 획득했지만, 포르투갈에 의한 조사를 금지한 흔적은 없다. 필리핀은 자오선의 서쪽인데 이 조약에서 스페인령이되었다.

## 그 밖의 조약들
1750년 1월 13일, 포르투갈의 주앙 5세와 스페인의 페르난도 6세는 마드리드 조약을 체결하며, 그간 다시 발생하였던 양국간에 영토분쟁을 마무리 지었다. 이 조약을 통하여 양국은 브라질과 스페인령 아메리카 사이의 국경을 결정하고 필리핀 지역에 대한 분쟁도 정리하였다. 스페인은 필리핀에 대한 영유권을 인정받았고, 포르투갈은 아마존 강 유역의 영토를 얻었다. 포르투갈은 오늘날에 우루과이 영토에 해당하는 플라타 강 북쪽 둑에 있는 새크라멘토 식민지를 포기하고, 7개의 영토를 얻었다.
과라니 전쟁(Guarani War) 이후, 스페인과 포르투갈은 엘파르도 조약(1761년)을 체결하면서 1750년에 성사되었던 마드리드 조약을 폐기하였다. 최종적으로 양국간에 남미지역에 대한 국경은 1777년 제1차 산일데폰소 조약을 통하여 결정되었는데, 이때 스페인은 우루과이 강 동쪽의 영토를, 포르투갈이 아마존 분지의 영토를 획득하였다.

## 같이 보기
- 알카소바스 조약